# Boris Porena
Boris Porena (Roma, 27 settembre 1927 – Cantalupo in Sabina, 3 maggio 2022) è stato un musicologo e compositore italiano.

## Biografia e attività
Fu allievo di Goffredo Petrassi - con compagni di studio come Ennio Morricone, Aldo Clementi, Sergio Cafaro - e, anche se inizialmente influenzato dalla poetica del neoclassicismo di Stravinsky, si rifece successivamente al linguaggio armonico del tardo rinascimento, che avrebbe quindi utilizzato per costruire la propria originale ricerca musicale.
Dopo vari riconoscimenti nazionali e internazionali, a partire dal 1968, come conseguenza del suo percorso di pensiero e di impegno sociale, rinunciò per due decenni all'attività compositiva, e fondò a Cantalupo il Centro di ricerca e sperimentazione Musica in Sabina poi divenuto Centro Metaculturale. A partire dal 1988 riprese l'attività compositiva.
Nel campo della critica produsse saggi rilevanti sul suo maestro Petrassi. Scrisse diversi testi sulla musica, tra i quali è di particolare rilievo Musica e società (Einaudi, 1975).
La sua opera scritta copre molti campi (ha anche scritto opere poetiche in tedesco), particolarmente la pedagogia e la didattica di base, ma anche la riflessione filosofica come in "Ipotesi Metaculturale: una ipotesi per la sopravvivenza" (1999), l'entomologia e la coleotterologia.
Operò come insegnante di nuova didattica della composizione al Conservatorio di Santa Cecilia di Roma e fu direttore del Centro di ricerca e sperimentazione culturale Musica in Sabina. Tra i suoi numerosi allievi si ricordano Jesús Villa-Rojo, Luca Lombardi, Guido Baggiani, Claudio Prieto, James Clifford Brown, Alessandro De Rosa, Giuliano d'Angiolini, James Demby, Derek Healey, Jorge Peixinho, Oliver Wehlmann, Massimo Fornetti, Monica Conversano [compositrice], Emanuele Pappalardo, Salvatore di Gesualdo.
La sua opera omnia, articolata in 25 volumi, è disponibile dal 2018 su Lulu.com

## Vita privata
Fu sposato prima con la germanista Ida Porena e, successivamente, con Paola Bučan, nota violoncellista e didatta croata.

## Alcuni scritti
- Kinder-Musik (1973)
- Inquisizioni musicali (1974)
- Musica/Società. Inquisizioni musicali II (1975)
- La musica nella scuola dell'obbligo (5 volumi) (1975-1978)
- Musica Prima. La composizione musicale: uno strumento della pratica culturale di base nella scuola e nel territorio (1979)
- Il lago delle storie riflesse (1984)
- Nuova Didattica della Musica (revisione e commento tecnico di Paola Bučan) (1988)
  - N.1 Per Pianoforte - Un itinerario per i primi 3 anni di studio
  - N.2 Per la Composizione - Questioni Grammaticali e Sintattiche
  - N.3 Musica da... fare, ascoltare, conoscere, discutere. Per la scuola media ed oltre
  - N.4 Per Violoncello - Un itinerario verso l'attività professionale
- Ipotesi Metaculturale: un'ipotesi per la composizione delle diversità ossia per la sopravvivenza (1999)
- Del comporre. Riflessioni metaculturali a uso di professionisti e amatori di musica (1998)
- Dal sapere al pensare. Per una scuola di base effettivamente rinnovata (2003)
- Indagini metaculturali(2017), pubblicazione che raccoglie tutti gli scritti di Boris Porena, a cura di Fernando Sanchez Amillategui, Dario Peluso, Oliver Wehlmann, Lulu.com.

## Produzione musicale
La sua produzione musicale è stata catalogata da Patrizia Conti (vedere L'Utopia possibile).
- Sonatina “Vive la France!” (pianoforte) (1951)
- Tre pezzi sacri. Testo liturgico (1. Kyrie 2. Sanctus 3. Agnus Dei) (1954)
- Vier klassische Lieder (soprano, pianoforte) 1. Die Zerstörung Magdeburgs, 2. St. NepomuksVorabend, 3. Schneider-Courage, 4. Die wandelnde Glocke (1956)
- Der Gott und die Bayadere (baritono, soprano, coro, due flauti, due oboe, due clarinetti, due fagotti, quattro trombe, archi) (1957)
- Vier kanonische Lieder (soprano, clarinetto) 1. Fernen 2. Auge der Zeit 3. Ich weiss 4. Der uns die Stunden zählte (1958)
- Drei Lieder (basso, 3 tromboni – o 3 violoncelli) 1. Im Osten 2. Klage 3. Der Schlaf (all'origine di tanti altri Trakl-Lieder) (1959-1960)
- Eine Gryphius-Kantate (Cantata barocca) (1961)
- Musica per orchestra N.1, (tre flauti, tre oboi, tre clarinetti, due fagotti, tre corni, tre trombe, tre tromboni, percussione, archi) (1963)
- Über aller dieser deiner Trauer. Passio judaica (1965)
- Sei Ländler (in memoria de Serapione) – Inquisizioni musicali (pianoforte) (1970)
- Suite N. 1 Benjamín Britten (violoncello solo) Prima (1981)
- Sonata quasi una parodia (Beethoven opus 109) (pianoforte) (1987)
- Traumwirrnis (Schumann) (pianoforte) (1987)
- Claude … déchiré (Debussy) (pianoforte) (1987)
- Trio N. 1 Felix (violino, violoncello, pianoforte) (1987)
- Vivaldi (quattro violini concertanti, archi) (1988)
- Satura per Bruno (flauto, clarinetto, violino, violoncello, pianoforte) (1991)
- Del più e del meno (seconda versione) Dialogo per violoncello solo (1992)
- Wir. Azione scenica in tre atti e un intermezzo (1993-1995)
- Euphorion. Szene für einen Goetheabend (1997)
- Bauhaus-Symphonie (Sinfonia N. 4), 1. Punkte, Linien, Flächen, Farben, 2. Linie, auf Abenteuer aus, 3. Gebrauchssinfonietta, 4. Räume (1997)
- Otto preludi per violoncello solo	(1999)
- Eine weltliche Passion. Passio mundana (2000)
- Quartetto N. 4 (1. Figurale monodico, 2. Afigurale I, 3. Figurale armonico (corale variato), 4. Afigurale II, 5. Figurale contrappuntistico (Fuga prima), 6. Afigurale III (Fuga seconda)) (2000)
- Suite 2000 (Suite de suites) (2000)
  - I serie - Preludio Menuetto Sarabanda Gavotta Bourrée Pavana Giga
  - II serie - Valzer Polka Tango Samba Ragtime Rock I Rock II Passacaglia
  - III serie - Estampida Girotondo Canzone a Ballo Ritmo indiano Danza dell'anitra Danza rituale Tarantella

## Traduzioni
- Wolgang Osthoff, Maschera e musica, in Rivista Musicale Italiana 1(1967). Traduzione di B. Porena.
- Adolf Portmann, Le forme viventi. Nuove prospettive della biologia, Adelphi, Milano 1969 (2ª ed. 1989). Traduzione di B. Porena.
- Hermann Abert, Mozart. I. La giovinezza (1756-1782); II. La maturità (1783-1791), Il Saggiatore, Milano 1994-95 (2ª ed. 2000). Traduzione di B. Porena e I. Cappelli